# Tāne

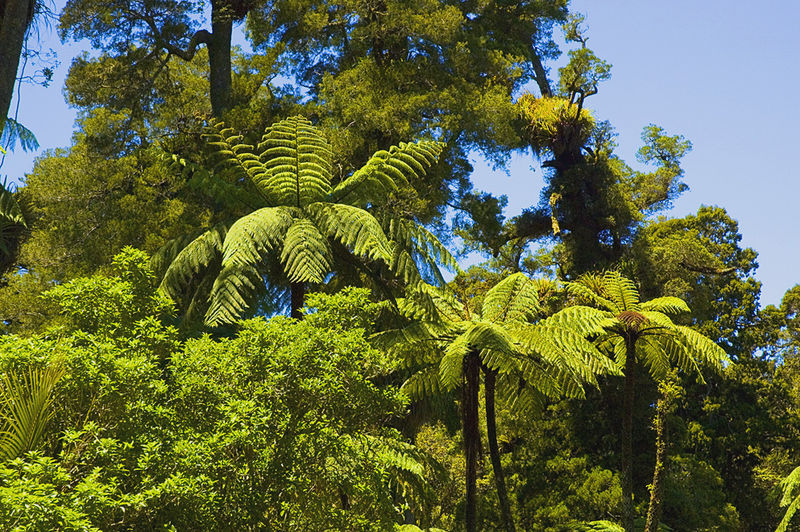
Nowozelandzka puszcza – Królestwo Tāne.

Tāne, Tāne Mahuta – maoryski bóg lasów. W mitologii maoryskiej jest on synem Rangi (boga nieba) i  Papatuanuku (bogini ziemi). Na Hawajach jego odpowiednikiem jest Kāne. Uważany jest za praojca drzew, ptaków i ludzi. Stworzył pierwszego człowieka, w mitologiach Polinezji określanego jako Tiki.
Nazwę Tāne Mahuta nosi największe na Nowej Zelandii drzewo kauri.